# Decapitatus
Decapitatus är ett släkte av svampar. Decapitatus ingår i familjen Mycenaceae, ordningen Agaricales, klassen Agaricomycetes, divisionen basidiesvampar och riket svampar.
|             | Mycena                                 |
|             |                                        |
|             | Hemimycena                             |
|             |                                        |
|             | Favolaschia                            |
|             |                                        |
|             | Panellus                               |
|             |                                        |
|             | Heimiomyces                            |
|             |                                        |
|             | Xeromphalina                           |
|             |                                        |
|             | Insiticia                              |
|             |                                        |
|             | Resinomycena                           |
|             |                                        |
|             | Tectella                               |
|             |                                        |
|             | Roridomyces                            |
|             |                                        |
| Decapitatus | \| \| Decapitatus flavidus \| \| \| \| |
|             | \| \| Decapitatus flavidus \| \| \| \| |
|             | Mycenula                               |
|             |                                        |
|             | Collopus                               |
|             |                                        |
|             | Filoboletus                            |
|             |                                        |
|             | Flabellimycena                         |
|             |                                        |
|             | Decapitatus flavidus                   |
|             |                                        |

|  | Decapitatus flavidus |
|  |                      |